# Ilha Moresby
A ilha Moresby é uma ilha de 3399,39 km² localizado em Haida Gwaii, na British Columbia, Canadá.